# Espadas
Les Espadas és una muntanya de 3.332 m d'altitud, amb una prominència de 107 m, que es troba al massís de Pocets, província d'Osca (Aragó).
La primera ascensió la van realitzar Louis i Margalide Le Bondidier l'any 1906.